# Square Léopold-Achille

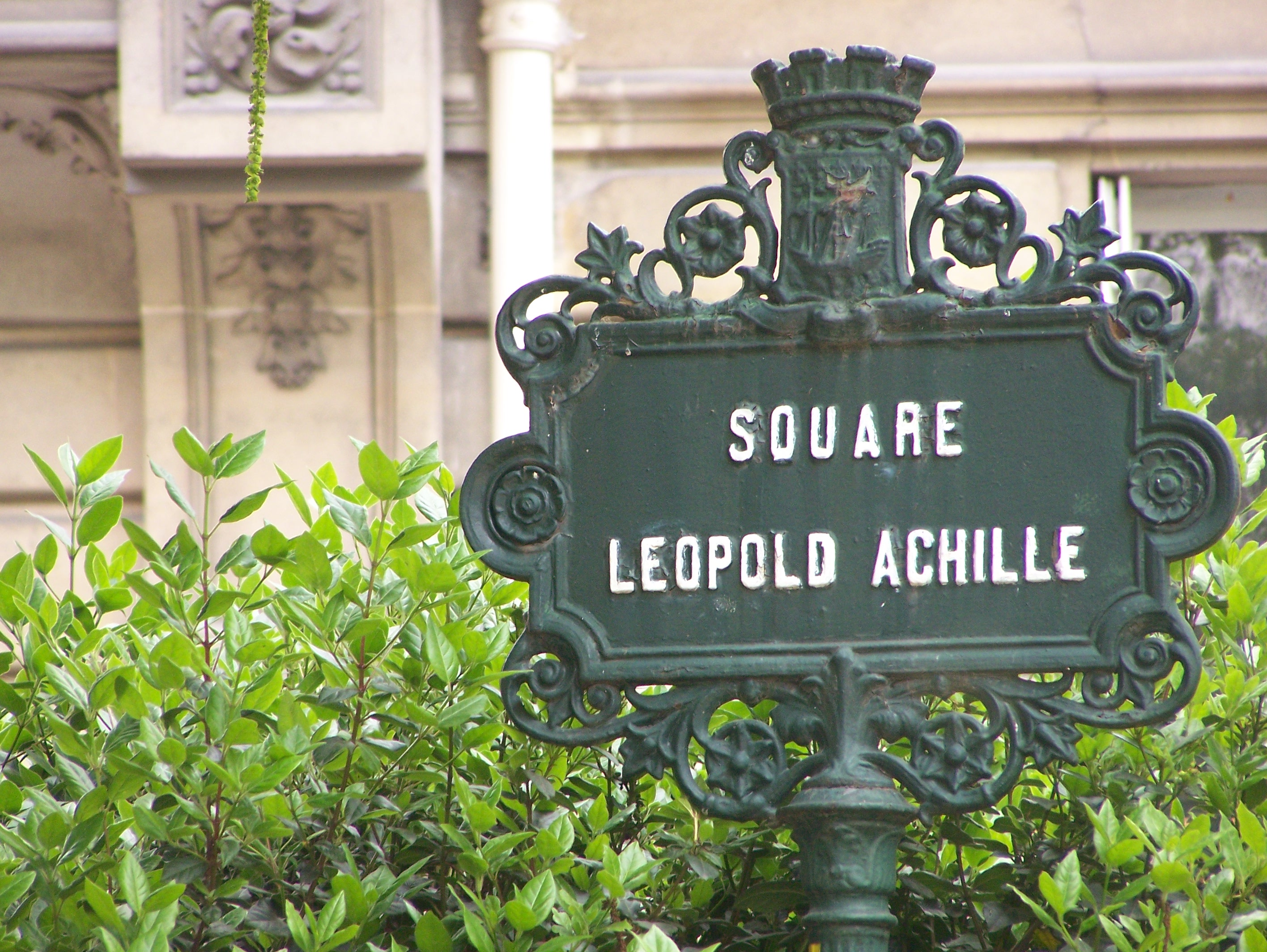
Square Léopold-Achille i Paris

Square Léopold-Achille är en park i Paris, belägen vid Rue du Parc Royal i 3:e arrondissementet. Parken, som öppnades 1913, är uppkallad efter parfymeraren och författaren Léopold Achille. 